# Saad Fadzil
Saad Fadzil (* 8. Dezember 1948) ist ein ehemaliger malaysischer Radrennfahrer.

## Sportliche Laufbahn
Fadzil war im Straßenradsport aktiv und Teilnehmer der Olympischen Sommerspiele 1972 in München. Im Mannschaftszeitfahren kam Malaysia mit Abdul Bahar-ud-Din Rahum, Daud Ibrahim, Saad Fadzil und Omar Haji Saad auf den 35. und damit letzten Rang im Wettbewerb. Das olympische Straßenrennen beendete er nicht.